# Warren Weaver
Warren Weaver, född 17 juli 1894 i Reedsburg i Wisconsin, död 24 november 1978 i New Milford i Connecticut, var en amerikansk matematiker, naturvetare och forskningshandläggare.
Som direktör för avdelningen för naturvetenskap på Rockefeller Foundation mellan 1932 och 1955 beviljade han anslag till stora forskningsprojekt inom molekylärbiologi, genetik, jordbruk och medicinsk forskning, bland annat Linus Paulings forskning.
Weaver publicerade år 1949 tillsammans med Claude Shannon "Mathematical Theory of Communication" där processkolans första kommunikationsmodell utarbetades. Modellen var ett resultat av arbetet som Shannon och Weaver genomförde under andra världskriget på Bell Telephone Laboratories.
Förutom kommunikationsforskning, som även omfattade pionjärarbeten inom maskinöversättning, forskade Weaver inom sannolikhetslära och statistik.